# Quinta das Lapas
A Quinta das Lapas é um dos mais importantes monumentos do concelho de Torres Vedras, situando-se em Monte Redondo. Encontra-se classificado pela Direcção-Geral dos Edifícios e Monumentos Nacionais (DGEMN), datando a sua construção de finais do século XVII, mandado construir pelo 1º Marquês do Alegrete, Manuel Teles da Silva, e concluída no século XVIII. 
Durante o século XIX a casa foi ampliada para dois pisos, mantendo a traça original até aos dias de hoje. A casa Quinta das Lapas é de arquitectura civil residencial, de estilos barroco e neoclássico: casa nobre barroca e de planta em U, fechada por alas de serviço e muro; a organização dos jardins é também tipicamente barroca, criando uma pequena casa de fresco no paredão facetado que enquadra o Lago da Sereia. A ampliação do século XIX adicionou-lhe traços neoclássicos de que é exemplo a capela com uma fachada com colunatas neoclássicas e onde se encontra a Nossa Senhora do Rosário, conservando todavia a capela-mor azulejos setecentistas com símbolos das ladainhas. A entrada principal é constituída por uma imponente arcada que contém o brasão, a qual dá acesso ao pátio quadrangular com um jardim central. O interior da casa é tão imponente como o exterior, destacando-se os tectos altos que têm caprichosas quadratas com largas sancas. A outrora sala de música conserva ainda o seu esplendor e algum mobiliário de época, e no piso superior encontram-se os quartos de dormir.

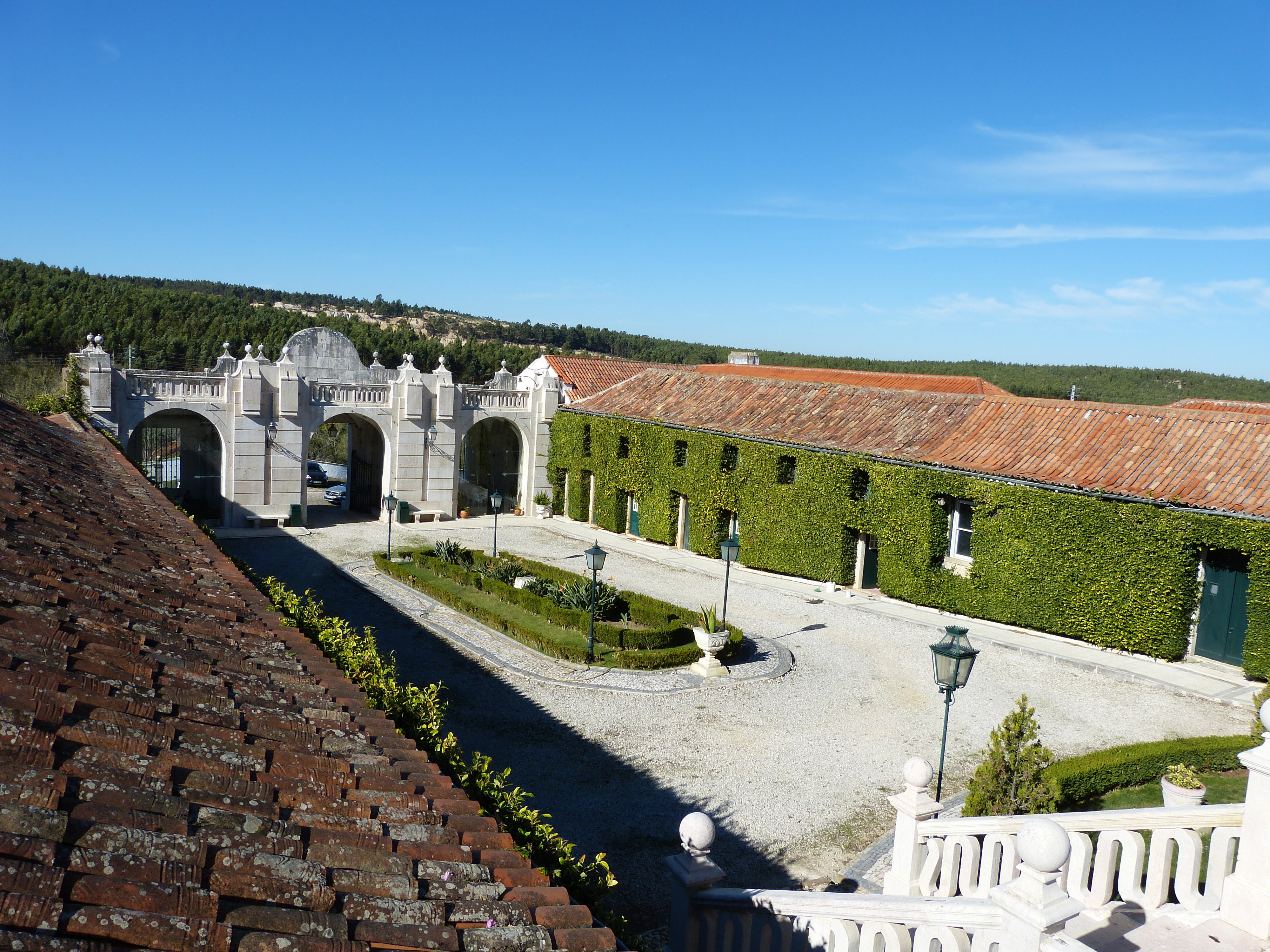
Pátio quadrangular e vista interior das arcadas

O jardim é enquadrado por um muro com painéis de azulejos figurando cenas galopantes, interrompido regularmente por bancos de pedra. No seu centro encontra-se uma fonte quadribolada. Ao cimo, a Avenida das Palmeiras e a mata, povoada de sobreiros, carvalhos, tilias e árvores exóticas, assim como mais de vinte veados. Na entrada da mata encontra-se a Capela de Santa Maria Madalena. Nos jardins exteriores são de notar os azulejos do princípio do século XVIII e que forram as paredes do Lago da Sereia no qual, rodeado por balaustrada e mármore, a água brota de todos os lados fluíndo de cinco fontes, entre as quais a do Veado e a do Frei João.
A Quinta das Lapas, em particular os seus azulejos foram objecto da tese de doutoramento da Senhora Doutora Rosário Salema de Carvalho, concluída com Distinção e Louvor, intitulada “A pintura do Azulejo em Portugal [1675-1725]. Autorias e biografias – um novo paradigma”, na Faculdade de Letras da Universidade de Lisboa, e que contou com a colaboração da Dianova, especificamente com a sua sede localizada na Quinta das Lapas, monumento classificado edificado a partir do séc. XVII, em Monte Redondo – Torres Vedras.
Entre o seus ilustres e nobres visitantes encontram-se o Rei D. João VI, a Rainha D. Carlota Joaquina, o Infante D. Pedro Carlos, o Rei D. Carlos I, a Rainha D. Amélia, o Infante D. Manuel e o Infante D. Afonso.